# St. Michaël (Buttinge)

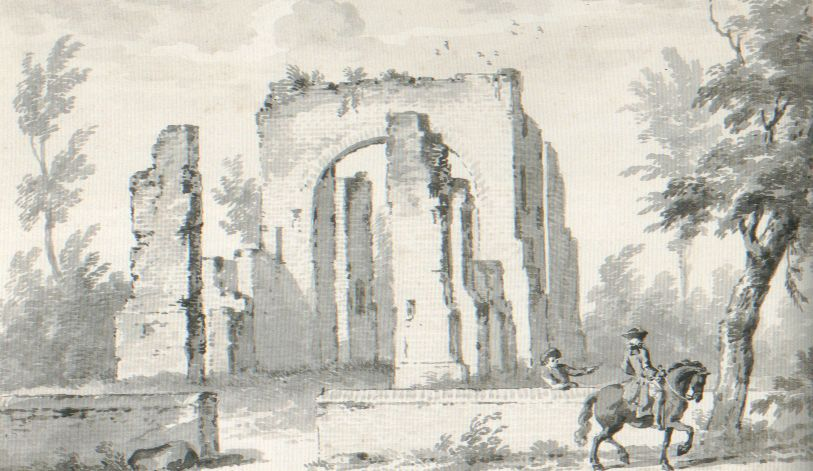
Die Ruine zu Buttinge 1751

St. Michaël war eine spätgotische, dem heiligen Erzengel Michael geweihte Pfarrkirche in der Bauerschaft Buttinge, das heute zur Gemeinde Veere gehört, auf Walcheren in der niederländischen Provinz Zeeland. Von ihr zeugt heute nur noch eine Ruine in Form eines Wandteils des Chorraums.

## Geschichte
Die Parochie Buttinge war vor 1249 von der St. Pieterskerk zu Middelburg abgepfarrt worden. Über die Umstände des spätgotischen Sakralbaus dort ist nichts Näheres bekannt. 1566 wurde die Kirche im Zuge des Bildersturms während der Reformation schwer beschädigt. Während des Achtzigjährigen Krieges kam es schließlich zwischen 1572 und 1574 zu einer völligen Verwüstung des Gebäudes, die die Kirche schließlich zur Ruine werden ließ. In der Folge bemühte sich die Pfarrgemeinde um 1650 bei der Kirchenleitung in Middelburg um Unterstützung und Geldmittel zur Wiederherstellung des Gotteshauses. Diese entschied jedoch, die zur Verfügung stehenden Mittel zur Renovierung der Kirche im benachbarten Grijpskerke zu nutzen und die Buttinger Gläubigen dorthin umzupfarren. Diese gehören noch heute zur dortigen Gemeinde. Ein Aquarell von 1751 zeigt die Ruine mit noch intaktem Triumphbogen und neben dem Chor auch noch aufrecht stehenden Teilen des Langhauses. Heute existieren hiervon nur noch spärliche Reste, die sich in Privathand in einem kleinen Landschaftspark mit mediterranen Pflanzen befinden.